# Anneville-en-Saire
Anneville-en-Saire – miejscowość i gmina we Francji, w regionie Normandia, w departamencie Manche.
Według danych na rok 1990 gminę zamieszkiwało 345 osób, a gęstość zaludnienia wynosiła 57 osób/km² (wśród 1815 gmin Dolnej Normandii Anneville-en-Saire plasuje się na 554. miejscu pod względem liczby ludności, natomiast pod względem powierzchni na miejscu 795.).